# Celia Diemkoudre
Celia Diemkoudre (Niamey, 30 juli 1992) is een Nederlandse volleyballer, die werd geboren in de Afrikaanse staat Niger. Diemkoudre is diagonaalspeler en komt sinds 2011 uit voor het eerste damesteam van Sliedrecht Sport. Zij tekende een contract tot 2013.  Met dit team veroverde zij in 2012 zowel de landstitel als de nationale beker en in 2013 wederom de landstitel.
Diemkoudre kwam eerder uit voor Dynamo en de selectie van Jong Oranje. In 2009 vertegenwoordigde zij Nederland bij het Europees Jeugd Olympisch Festival in Tampere.